# Ames (Iowa)
Ames es una ciudad situada en el condado de Story, estado de Iowa, Estados Unidos. Según el censo de 2020 tenía una población de 66,427 habitantes.
Ames es la sede de la Universidad del Estado de Iowa, (en inglés: Iowa State University o ISU), de carácter público y especializada en Agricultura, Diseño, Ingeniería, Veterinaria y Medicina y donde se construyó el primer computador electrónico y digital del mundo, el Atanasoff Berry Computer.

## Historia
La ciudad fue fundada en 1864 como una parada de tren, en un lugar estratégico para el cruce del río Skunk, en el ferrocarril de Cedar Rapids y Misuri y fue llamada Ames en honor del Congresista por Massachusetts del siglo XIX Oakes Ames quien tuvo gran influencia en la construcción del ferrocarril transcontinental.

## Demografía
Según el censo de 2000, había 50.731 personas, 18.085 hogares y 8970 familias residiendo en la localidad. La densidad de población era de 908,23 hab./km². Había 18.757 viviendas con una densidad media de 335,7 viviendas/km². El 87,34% de los habitantes eran blancos, el 2,65% afroamericanos, 0,04% amerindios, el 7,70% asiáticos, el 0,76% isleños del Pacífico, el 0,52% de otras razas y otras razas y el 1,36% pertenecía a dos o más razas. El 1,98% de la población eran hispanos o latinos de cualquier raza.
Según el censo, de los 18.085 hogares, en el 22,3% había menores de 18 años, el 42,0% pertenecía a parejas casadas, el 5,3% tenía a una mujer como cabeza de familia, y el 50,4% no eran familias. El 28,5% de los hogares estaba compuesto por un único individuo, y el 5,9% pertenecía a alguien mayor de 65 años viviendo solo. El tamaño promedio de los hogares era de 2,30 personas, y el de las familias de 2,85.
La población estaba distribuida en un 14,6% de habitantes menores de 18 años, un 40,0% entre 18 y 24 años, un 23,7% de 25 a 44, un 13,9% de 45 a 64, y un 7,7% de 65 años o mayores. La media de edad era 24 años. Por cada 100 mujeres había 109,3 hombres. Por cada 100 mujeres de 18 años o más, había 109,9 hombres.
Los ingresos medios por hogar en la localidad eran de 36,042 dólares ($), y los ingresos medios por familia eran 56.439 $. Los hombres tenían unos ingresos medios de 37.877 $ frente a los 28.198 $ para las mujeres. La renta per cápita para la ciudad era de 18.881 $. El 20,4% de la población y el 7,6% de las familias estaban por debajo del umbral de pobreza. El 9,2% de los menores de 18 años y el 4,1% de los habitantes de 65 años o más vivían por debajo del umbral de pobreza.

## Geografía
Según la Oficina del Censo de los Estados Unidos, la localidad tiene un área total de 55,90 km², de los cuales 55,86 km² corresponden a tierra firme y el restante 0,04 km² a agua, que representa el 0,08% de la superficie total de la localidad.